# Selenia obscura
Selenia obscura là một loài bướm đêm trong họ Geometridae.